# Frank Riemensperger

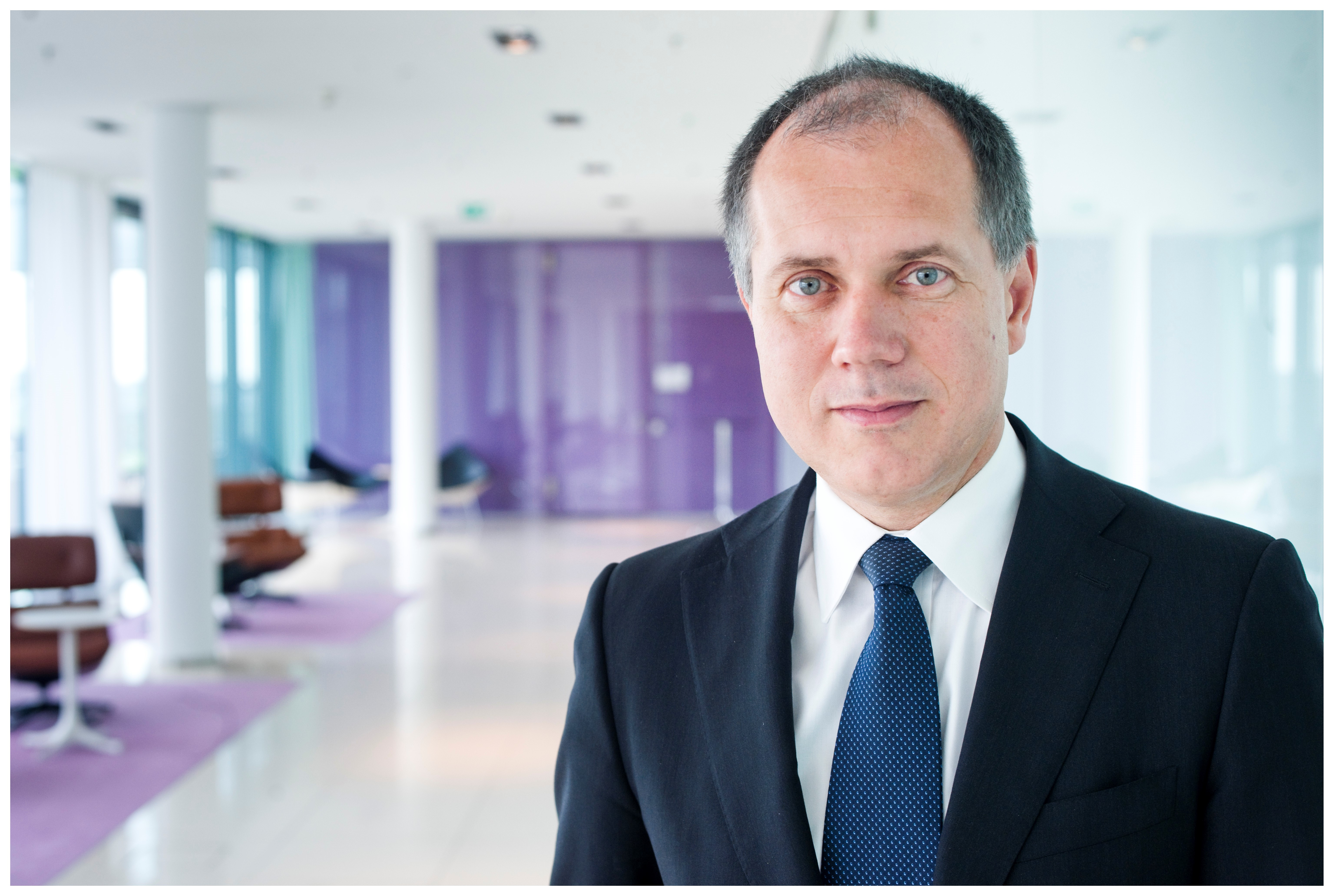
Frank Riemensperger (2017)

Frank Riemensperger (* 13. September 1962 in Niederrimsingen bei Freiburg) ist ein deutscher Informatiker und Manager. Er war von  November 2009 bis August 2021 Vorsitzender der Geschäftsführung von Accenture Deutschland. Danach war er bis 2022 Senior Managing Director bei Accenture. 

## Leben
Frank Riemensperger, aufgewachsen in Weil am Rhein, studierte Informatik an der Hochschule Furtwangen und der Eastern Michigan University in den USA mit Praktika bei Texas Instruments in der Nähe von Boston und Ford in Detroit. Seinen Abschluss als Diplom-Informatiker (FH) erlangte er 1987. Seit 1989 ist er bei Accenture beschäftigt.
Frank Riemensperger ist verheiratet und dreifacher Vater.

### Beruflicher Werdegang
Von 1987 bis 1988 arbeitete Frank Riemensperger als Assistent der Geschäftsleitung bei der Unternehmensberatung Integrata AG und wechselte zum 1. Januar 1989 zu Accenture (bis 1. Januar 2001 Andersen Consulting). Er hat sich auf komplexe, digitale Unternehmenstransformationen spezialisiert, u. a. Aufbau von elektronischen Börsenplattformen, Architekturen für Logistiksysteme und Digitalisierungsvorhaben in Versicherungs-, Industrie-, Konsumgüter und Pharmaunternehmen. 
Im Jahr 1998 wurde Frank Riemensperger zum Partner bei Accenture berufen. Bis 2004 arbeitete er in Management-Positionen innerhalb der Ländergruppe Deutschland, Schweiz, Österreich und war von 2002 bis 2007 stellvertretender Sprecher der Geschäftsführung in Deutschland.
Von 2005 bis 2009 verantwortete Frank Riemensperger den Geschäftsbereich Technology innerhalb der weltweiten Accenture-Branchengruppe Products. In dieser Rolle war er unter anderem für den weltweiten Auf- und Ausbau von Servicezentren verantwortlich, insbesondere in Indien, auf den Philippinen, in Brasilien und China. Von 2007 bis 2009 lebte und arbeitete er in den USA in der Nähe von New York.
Seit November 2009 ist Frank Riemensperger Vorsitzender der Accenture-Ländergruppe Deutschland, Österreich, Schweiz, sowie Russland (seit 2017) gewesen und ist verantwortlich für die Weiterentwicklung nachhaltiger Marktstrategien und den Ausbau der Geschäftstätigkeiten in den deutschsprachigen Ländern gewesen. In der Region beschäftigt Accenture gegenwärtig rund 8.000 Mitarbeiter.
Anfang 2019 veröffentlichte er gemeinsam mit Svenja Falk (Managing Director bei Accenture im Geschäftsbereich Health & Public Service weltweit und Mitglied im Vorstand der Accenture-Stiftung) das Buch „Titelverteidiger. Wie die deutsche Industrie ihre Spitzenposition auch im digitalen Zeitalter sichert.“. Die Autoren analysieren den Industriestandort Deutschland im digitalen Zeitalter und zeigen anhand konkreter Beispiele und aktueller Studien auf, dass deutsche Firmen mit Mut, technologischer Intelligenz, Fokussierung und radikal neuen digitalen Wertschöpfungs- und Geschäftsmodellen auch künftig erfolgreich sein können. Im Buch beschreiben sie die Dynamiken der Plattform- und Datenökonomie für die Business-to-Business-Industrien mit einer spezifischen Perspektive auf den Aufstieg Chinas. 
Im August 2021 schied er aus der Geschäftsführung aus. 

### Mitgliedschaften
Frank Riemensperger sitzt im Senat der Deutschen Akademie der Technikwissenschaften (acatech). Gemeinsam mit Henning Kagermann, Präsident der acatech, leitet er den Arbeitskreis „Smart Service Welt“. Zielsetzung ist es, abgestimmte Handlungs- und Umsetzungsempfehlungen an Wirtschaft und Politik zu geben, um die digitale Transformation der deutschen Leitbranchen voranzutreiben.
Darüber war Riemensperger bis Oktober 2021 Mitglied im Präsidium des IT-Branchenverbandes BITKOM, er ist Mitglied der Baden-Badener Unternehmer-Gespräche (BBUG), Vice President der American Chamber of Commerce in Deutschland (AmCham), Mitglied im Münchner- sowie Feldafinger Kreis, im Lenkungskreis der Plattform Industrie 4.0 und im Lenkungskreis der Plattform Lernende Systeme.
In Kooperation mit der AmCham in Deutschland richtet Riemensperger seit 2004 zwei- bis dreimal im Jahr die „Campus Kronberg Gespräche“ aus – eine exklusive Veranstaltungsreihe, die sich zum Ziel gesetzt hat, mit Impulsen aus Politik, Wirtschaft und Gesellschaft einen „Accent on Leadership“ zu setzen. 
Als Mitglied verschiedener Jurys kürt Riemensperger zudem alljährlich die Preisträger des „Top-500 Award“, verleiht den „Deutschen Innovationspreis“ und wählt den „CIO des Jahres.“
Riemensperger war weiterhin bis Ende August 2021 Vorsitzender des Aufsichtsrats der SinnerSchrader AG in Hamburg und Mitglied des Aufsichtsrats des DFKI (Deutsches Forschungszentrum für Künstliche Intelligenz).